# Maksim Kanúnnikov
Maksim Serguéievich Kanúnnikov (en ruso: Макси́м Серге́евич Кану́нников; Nizhni Taguil, Unión Soviética, 14 de julio de 1991) es un futbolista ruso que juega como delantero.

## Selección nacional
Ha sido internacional con la selección de fútbol de Rusia en 12 ocasiones.

### Participaciones en Copas del Mundo
| Mundial                        | Sede   | Resultado      | Partidos | Goles |
| ------------------------------ | ------ | -------------- | -------- | ----- |
| Copa Mundial de Fútbol de 2014 | Brasil | Fase de grupos | 2        | 0     |

### Participaciones en Copas Confederaciones
| Copa                           | Sede  | Resultado      | Partidos | Goles |
| ------------------------------ | ----- | -------------- | -------- | ----- |
| Copa FIFA Confederaciones 2017 | Rusia | Fase de grupos | 1        | 0     |

### Participaciones en Eurocopas
| Copa                    | Sede   | Resultado      | Partidos | Goles |
| ----------------------- | ------ | -------------- | -------- | ----- |
| Eurocopa Sub-21 de 2013 | Israel | Fase de grupos | 1        | 0     |

## Clubes
| Club                        | País  | Año       |
| --------------------------- | ----- | --------- |
| FC Zenit de San Petersburgo | Rusia | 2009-2012 |
| → FC Tom Tomsk (cedido)     | Rusia | 2011      |
| FC Amkar Perm               | Rusia | 2013-2014 |
| FC Rubin Kazán              | Rusia | 2014-2018 |
| FC SKA-Jabarovsk            | Rusia | 2018      |
| PFC Krylia Sovetov Samara   | Rusia | 2018-2022 |

## Palmarés

### Campeonatos nacionales
| Título                | Club                        | País  | Año  |
| --------------------- | --------------------------- | ----- | ---- |
| Liga Premier de Rusia | FC Zenit de San Petersburgo | Rusia | 2010 |
| Copa de Rusia         | FC Zenit de San Petersburgo | Rusia | 2010 |
| Liga Premier de Rusia | FC Zenit de San Petersburgo | Rusia | 2012 |